# Cycle de charge
Un cycle de charge est le processus de charger et décharger intégralement un accumulateur électrique.
Le terme est notamment employé pour estimer la durée de vie restante d'une batterie. La prédiction est communément réalisée à partir de modèles du vieillissement permettant de simuler le nombre de cycles restant avant que l'accumulateur n'atteigne un certain niveau de dégradation,